# Варвинский, Иосиф Васильевич
 Иосиф Васильевич Варвинский (1811—1878) — русский терапевт, заслуженный профессор Московского университета. Тайный советник.

## Биография
Родился 28 октября (9 ноября) 1811 года в Хороле Полтавской губернии. До 10 лет воспитывался в доме родителей (с 1823 — сирота). Окончил Харьковскую гимназию (1829) и медицинский факультет Императорского Харьковского университета (1833) со степенью лекаря 1-го отделения. Продолжил обучение в Профессорском институте (в 1833—1838). Защитил докторскую диссертацию «О физиологии и патологии блуждающего нерва» («De nervi vagi physiologia et pathologia») (1838), в присутствии министра народного просвещения С. С. Уварова.
Желал занять кафедру фармакологии медицинского факультета Харьковского университета и хотя «Совет положил иметь его в виду, но кафедры он не получил». Был в этом же 1838 году утверждён адъюнктом Московского университета по кафедре частной патологии и терапии, которой заведовал Г. И. Сокольский.
В течение трёх лет, с 1841 по 1844 год, совершенствовался за границей, занимался физиологией и патологической анатомией в Берлине, Вене и Париже. Возвратившись в Россию, стал читать в Московском университете курс лекций по болезням сердца, но во 2-й половине 1844 года был переведён в Дерпт. В 1844—1846 годах был ординарным профессором патологии и терапии Дерптского университета, заведовал университетской поликлиникой.
Переведён в Москву (май 1846) на должность ординарного профессора впервые открытой в Московском университете кафедры госпитальной терапевтической клиники, где работал до конца жизни.
В 1859 года 4 месяца был в командировке за границей.
С января 1864 года И. В. Варвинский — заслуженный профессор Московского университета. С 19 ноября 1865 года — действительный статский советник.
С 1866 года был товарищем президента Физико-медицинского общества.
Был награждён орденами: Св. Анны 3-й ст. (1850), 2-й ст. (1853), 2-й ст. с императорской короной (1856), 1-й ст. (1871); Св. Станислава 1-й ст. (1867), Св. Владимира 3-й ст. (1862), 2-й ст. (1877).
С 28 декабря 1873 года он состоял в чине тайного советника.
В 1874 году Варвинские были внесены в 3-ю часть родословной книги дворянства Московской губернии; имел 120 десятин земли в Дмитровском уезде и деревянный дом в Москве.
Свою библиотеку Варвинский завещал московскому университету, скрипку работы Н. Амати — московской консерватории, а скрипку работы Дж. Амати — артисту А. Ф. Вильшау.
Умер в Москве 27 сентября (9 октября) 1878 года. Похоронен на кладбище Новодевичьего монастыря.